# Sales (Haute-Savoie)
Sales település Franciaországban, Haute-Savoie megyében. Lakosainak száma 2267 fő (2022. január 1.). Sales Boussy, Hauteville-sur-Fier, Marcellaz-Albanais, Rumilly és Vallières-sur-Fier községekkel határos.

## Népesség
A település népessége az elmúlt években az alábbi módon változott:
| Lakosok száma | 1775 | 1881 | 1979 | 1978 | 1995 | 2060 | 2152 | 2210 | 2267 |
|               | 2013 | 2015 | 2016 | 2017 | 2018 | 2019 | 2020 | 2021 | 2022 |